# Trimma
Trimma – rodzaj ryb z rodziny babkowatych.

## Klasyfikacja
Gatunki zaliczane do tego rodzaju:
| - Trimma agrena - Trimma anaima - Trimma annosum - Trimma anthrenum - Trimma avidori - Trimma barralli - Trimma benjamini - Trimma bisella - Trimma caesiura - Trimma cana - Trimma caudipunctatum - Trimma cheni - Trimma corallinum - Trimma dalerocheila - Trimma emeryi - Trimma erdmanni - Trimma fangi - Trimma fasciatum - Trimma filamentosum - Trimma fishelsoni - Trimma flammeum - Trimma flavatrum - Trimma flavicaudatum - Trimma fraena | - Trimma fucatum - Trimma gigantum - Trimma grammistes - Trimma griffithsi - Trimma habrum - Trimma haima - Trimma haimassum - Trimma halonevum - Trimma hayashii - Trimma hoesei - Trimma hotsarihiensis - Trimma imaii - Trimma kudoi - Trimma lantana - Trimma macrophthalmum - Trimma maiandros - Trimma marinae - Trimma matsunoi - Trimma mendelssohni - Trimma milta - Trimma nasa - Trimma naudei - Trimma necopina - Trimma nomurai | - Trimma okinawae - Trimma omanensis - Trimma papayum - Trimma preclarum - Trimma randalli - Trimma rubromaculatum - Trimma sanguinellus - Trimma sheppardi - Trimma sostra - Trimma squamicana - Trimma stobbsi - Trimma striatum - Trimma tauroculum - Trimma taylori - Trimma tevegae - Trimma unisquamis - Trimma volcana - Trimma winchi - Trimma winterbottomi - Trimma woutsi - Trimma xanthochrum - Trimma yanagitai - Trimma yanoi |

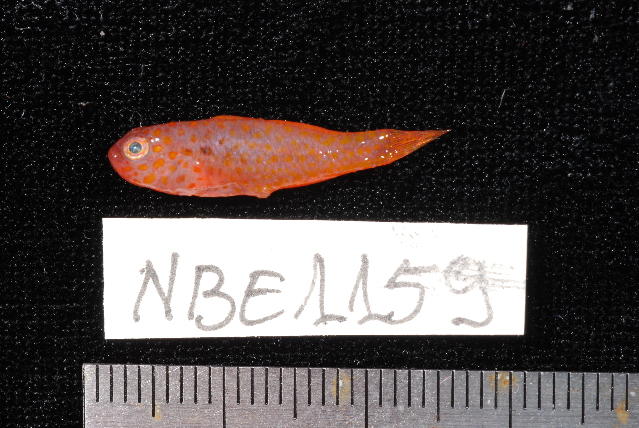
Trimma macrophthalmum
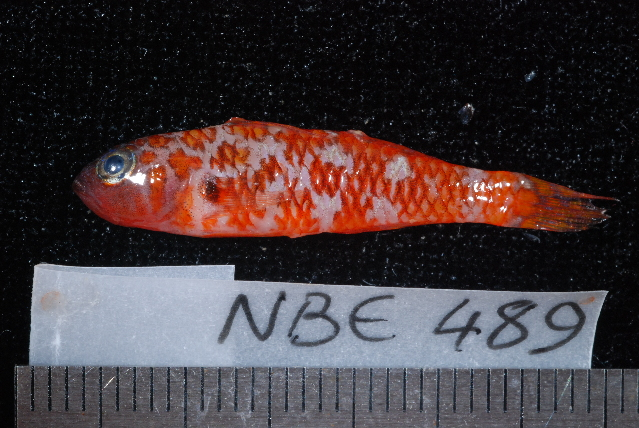
Trimma mendelssohni